# Arrenoseius papenfussi
Arrenoseius papenfussi är en spindeldjursart som först beskrevs av Schuster 1966.  Arrenoseius papenfussi ingår i släktet Arrenoseius och familjen Phytoseiidae. Inga underarter finns listade i Catalogue of Life.